# Івана Шпанович
Івана Шпанович (серб. кир.: Ивана Шпановић, серб. лат.: Ivana Španović; раніше — Вулета (серб. кир.: Вулета, серб. лат.: Vuleta); нар. 10 травня 1990) — сербська легкоатлетка, яка спеціалізується в стрибках у довжину, олімпійська медалістка, чинна чемпіонка Європи та чемпіонка Європи в закритих приміщеннях, медалістка чемпіонату світу в закритих приміщеннях.

## Виступи на Олімпіадах
| Олімпіада   | Дисципліна        | Місце  |
| ----------- | ----------------- | ------ |
| Пекін 2008  | стрибки у довжину | 30 (q) |
| Лондон 2012 | стрибки у довжину | 11     |
| Ріо 2016    | стрибки у довжину | 3      |

## Особисті рекорди

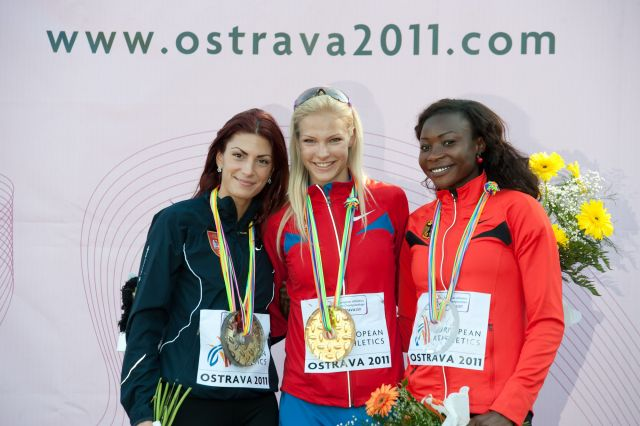
Івана Шпанович (ліворуч) в 2011

### На стадіоні
| Вид               | Результат | Дата            | Місце                       | Примітки |
| ----------------- | --------- | --------------- | --------------------------- | -------- |
| 100 м             | 11,90     | 14 червня 2014  | Стремська Мітровиця, Сербія |          |
| Довжина           | 7,10      | 11 вересня 2016 | Белград, Сербія             | NR       |
| Потрійний стрибок | 14,24     | 18 червня 2022  | Крайова, Румунія            |          |

### У залі
| Вид          | Результат | Дата           | Місце             | Примітки |
| ------------ | --------- | -------------- | ----------------- | -------- |
| 60 м         | 7,31      | 31 січня 2015  | Новий Сад, Сербія | NR       |
| Довжина      | 7,24      | 5 березня 2017 | Белград, Сербія   | NR       |
| П'ятиборство | 4240 очок | 19 січня 2013  | Новий Сад, Сербія | NR       |